# Andalgalomys olrogi
Andalgalomys olrogi är en däggdjursart som beskrevs av Williams och Michael A. Mares 1978. Andalgalomys olrogi ingår i släktet Andalgalomys, och familjen hamsterartade gnagare. IUCN kategoriserar arten globalt som livskraftig. Inga underarter finns listade i Catalogue of Life.
Denna gnagare förekommer i norra Argentina vid Andernas östra sluttningar. Arten vistas i torra områden med taggiga buskar.